# SM U-77 (1916)
SM U-77 – niemiecki podwodny stawiacz min, trzeci okręt typu UE I, zbudowany w stoczni Vulcan w Hamburgu w roku 1915. Zwodowany 9 stycznia 1916 roku, wszedł do służby w Kaiserliche Marine 10 marca 1915 roku. W czasie swojej służby SM U-77 nie odniósł żadnych sukcesów. 

## Budowa
U-77 był siódmym z dziesięciu okrętów typu UE I, będącego następcą typu U-66. Był jednokadłubowym okrętem przeznaczonym do działań oceanicznych, o długości 56,8 metra, wyporności w zanurzeniu 755 ton i o zasięgu 7880 Mm przy prędkości 7 węzłów na powierzchni oraz 83 Mm przy prędkości 4 węzły w zanurzeniu. Załoga składała się z 32 osób: 28 marynarzy i 4 oficerów. Okręt był wyposażony początkowo w działo pokładowe o kalibrze 88 mm, które zostało w 1917 roku wymienione na działo o kalibrze 105 mm. Wewnątrz kadłuba sztywnego okręt przewoził 34 kotwiczne miny morskie, stawiane z dwóch rufowych aparatów minowych o średnicy 100 cm. Każdy z nich mieścił po trzy miny. Po ich otwarciu, masa wody (w sumie 6 ton) musiała być kompensowana zalewaniem dziobowych zbiorników balastowych. Wygospodarowanie miejsca dla min oznaczało również przesunięcie przedziału silnikowego w kierunku dziobu. Uzbrojenie torpedowe to dwie wyrzutnie (dziobowa i rufowa) kalibru 500 mm, typu zewnętrznego, z zapasem 4 torped.

## Służba
Jedynym dowódcą okrętu został mianowany 10 marca 1916 roku Erich Günzel. Pod jego dowództwem okręt odbył dwa patrole. 29 czerwca został skierowany do działań w strukturach I Flotylli na Morzu Północnym.
7 lipca 1916 roku w czasie stawiania min w pobliżu Kinnaird, okręt zatonął wraz z całą załogą. Jak się przypuszcza, w wyniku eksplozji jednej ze stawianych min. R. Gardiner podaje, że okręt został zatopiony przez brytyjską eskortę.